# Wii U
Wii U (кодова назва Project Café) — Ігрова консоль восьмого покоління від компанії Nintendo, яка стала наступником для Wii. Прототип Wii U був представлений на Е3 2010. Презентація консолі відбулася на прес-конференції Nintendo 7 червня 2011 року на виставці Е3 2011, а випуск у грудні-листопаді 2012 року.
Особливістю Wii U є новий контролер, який може використовуватися як додатковий сенсорний екран, що дозволяє гравцеві отримати нові ігрові відчуття, а в деяких іграх частково замінити телевізор. Контролер не сумісний з іграми першої Wii.

## Історія

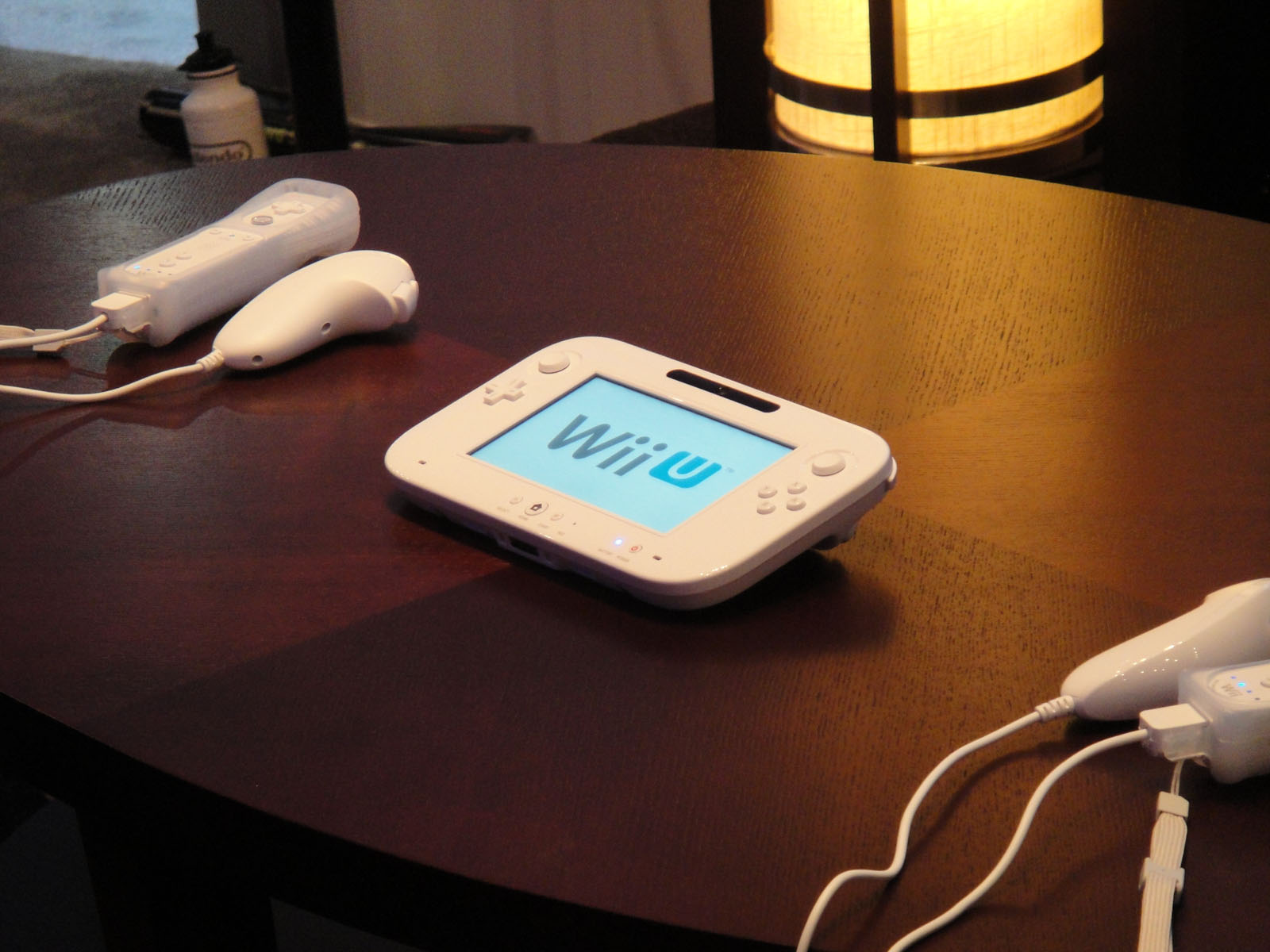
Wii U на виставці E3 2011

### Попередні ідеї
Консоль була задумана в 2008 році, після того як компанія Nintendo стикнулася з критикою помилок і обмежень консолі Nintendo Wii. Основною проблемою став той факт, що консоль була розрахована переважно на казуальну аудиторію. Однією з цілей Wii U було привернути більш серйозну ігрову аудиторію. Геймдизайнер Сігеру Міямото визнав, що відсутність HD і обмежена мережева структура сприяли тому, що консоль Wii розглядали окремо від її основних конкурентів, таких як Xbox 360 і PlayStation 3. Було вирішено, що в новій консолі повинні бути значні структурні зміни.
Усередині компанії було багато суперечок з приводу ідей для нової консолі; проект обговорювали і переглядали кілька разів. В 2011 році нова консоль з'являлася в новинах як Wii HD. Розробники обіцяли підтримку високоякісного відео та дисків Blu-ray.

### Анонс
Хоч консоль і була задумана ще в 2008 році, сам анонс відбувся в травні 2011 року, тобто за місяць до виставки Е3 2011. На цій виставці Nintendo провела докладне інтерв'ю з приводу нової консолі, однак відповіді на більшість питань так і не були дані. Розробники офіційно змінили попередню назву Project Café на Wii U. Для демонстрації можливостей показувалося демо, засноване на іграх Legend of Zelda і New Super Mario Bros. Mii.
На початку червня було підтверджено наявність сенсорного екрану контролера, акумулятора і відеокамери. Анонсованою 26 січня 2012 року датою виходу став кінець 2012 року. На тогорічній виставці E3 мали повідомлятися остаточні характеристики Wii U.
Точна дата виходу стала відома 13 вересня 2012 року — 8 грудня, але початково запуск мав відбутися тільки в Японії. Днем пізніше Nintendo розкрили, що старт продажів у Північній Америці розпочнеться 18 листопада, а у Європі та Австралії — 30 листопада.

### Вихід на ринок та продажу
Як і було анонсовано, консоль надійшла у продаж 18 листопада 2012 в США, 30 листопада в Європі та Австралії, 8 грудня в Японії, а 21 грудня — в Росії.
Нова консоль вийшла у трьох версіях: Basic, Premium і Deluxe (тільки в США). Premium і Deluxe відрізнялися чорним кольором, жорстким диском на 32 ГБ (на відміну від стандартних 8 ГБ) та наявністю HDMI-кабелю. До 30 квітня 2014 було продано 6140000 приставок.

## Технічні характеристики

Передня панель Wii U

### Wii U
Wii U має вигляд коробки з округлими ребрами з глянцевим покриттям. Поставляється в білому та чорному варіантах. На передній грані розташовані кнопки включення, дисковід, кнопка синхронізації консолі з геймпадом, індикатори стану та заглушка, під якою сховані два порти USB і кард-рідер. На правій грані поміщено відсік для батареї. Роз'єм живлення, HDMI, порт підключення SensorBar, AV Multi Out, і ще два роз'єми USB знаходяться позаду.
Консоль обладнана чотириядерним процесором  IBM Power 750 з тактовою частотою 1,24 ГГц, відеочипом AMD Radeon Latte. Має 2 ГБ оперативної (4 чипи по 512 МБ) та 1 ГБ відео пам'яті. Вона має чотири порти USB 2.0, вбудовану флеш пам'ять і слот SD. Дисковий простір можна збільшити за допомогою зовнішніх пристроїв.

Пристрій підтримує всі ґаджети та ігри своєї попередниці.

Основний контролер Wii U

### Контролер
Особливістю консолі є її контролер, що має сенсорний екран з діагоналлю 6.2 дюйми, відношенням сторін 16:9 та роздільністю 854х480 пікселів (FWVGA). Зовні він нагадує планшет і обладнаний акселерометром, гіроскопом, мікрофоном, камерою та стерео-динаміками. Він не є окремим пристроєм і не може працювати самостійно. На ньому відображається додаткова інформація, ігрові елементи. У більшості ігор можна передавати зображення з телевізора на екран контролера.
Крім того на контролері містяться стандартні елементи керування: два аналогових стіки, хрестовина, чотири кнопки, чотири курки, кнопки «start» і «select». На верхній грані контролера поміщено роз'єм для навушників та регулятор гучності й гніздо шнура живлення.
Контролер здатний працювати від акумулятора ємністю 1500 mAh. Всередині містяться динаміки, гіроскоп, акселерометр і магнетометр, модулі інфрачервоного зв'язку та Wi-Fi. У контролер вбудований акселерометр і гіроскоп, наявна вібровіддача, відеокамера, мікрофон, динаміки і стилус. Він підтримує спеціальні фігурки та картки, що дозволяють переносити дії з ними у віртуальну гру.

Крім того, Wii U також підтримує всі контролери від Nintendo Wii: Wii Remote або Wii Remote Plus (до чотирьох одночасно), сумісний з ними Nunchuk, геймпади Classic Controller і Classic Controller Pro, а також пад Wii Balance.

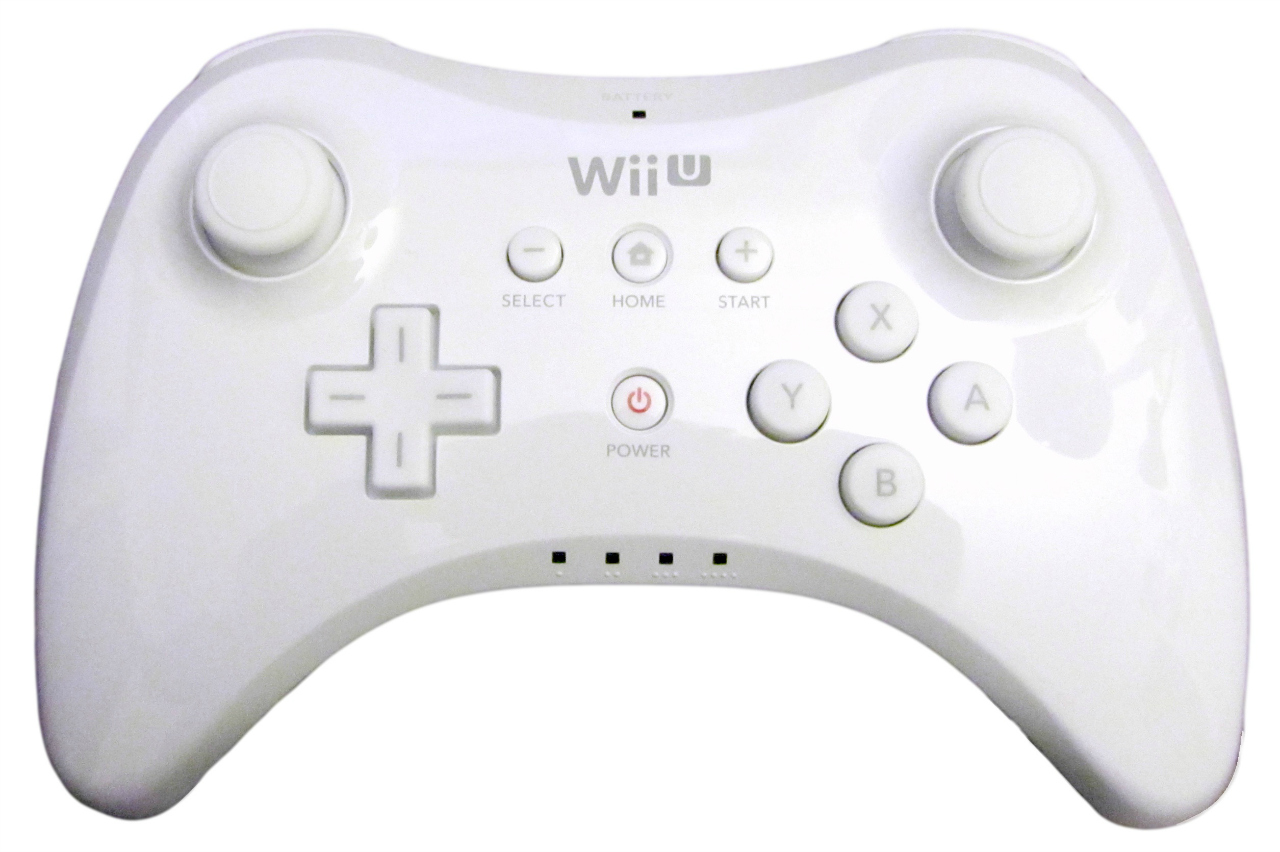
Wii U Pro

Для деяких ігор можна докупити геймпад Wii U Pro Controller, подібний на геймпад Xbox 360. Він є бездротовим контролером, який призначений для складних ігор. Wii U Pro працює лише з тими іграми, які створені розробниками сумісними з ним.

### Комплектація
У стандартний комплект поставки входить сама консоль, бездротовий контролер Wii U GamePad, два блоки живлення, перший — для консолі, другий — для контролера, кабель HDMI і документація.
| Можливості                       | Базова версія (Basic) | Преміум-версія (Premium ) | Делюкс-версія (Deluxe ) |
| -------------------------------- | --------------------- | ------------------------- | ----------------------- |
| Колір                            | Білий                 | Чорний                    | Чорний                  |
| Жорсткий диск                    | 8 Гб                  | 32 Гб                     | 32 Гб                   |
| Wii U Gamepad                    | Так                   | Так                       | Так                     |
| Wii U Pro Controller             | Ні                    | Ні                        | Так                     |
| Сенсорна планка                  | Ні                    | Так                       | Так                     |
| Комплектна гра                   | Ні                    | Так                       | Так                     |
| Кабель HDMI                      | Так                   | Так                       | Так                     |
| Підставка під Wii U Gamepad      | Ні                    | Так                       | Так                     |
| Підставка для підзарядки         | Ні                    | Так                       | Так                     |
| Вертикальна підставка для Wii U  | Ні                    | Так                       | Так                     |
| Nintendo Network Premium         | Ні                    | Так                       | Так                     |
| Семиденна підписка Wii U Караоке | Ні                    | Так                       | Ні                      |

### Базова версія
Найдешевша версія консолі. Включає в себе білу версію Wii U з жорстким диском на 8 Гб, Wii U Gamepad, а також кабель HDMI.

### Преміум-версія
Преміум-версія консолі включає в себе чорну Wii U з жорстким диском на 32 Гб, Wii U Gamepad, кабель HDMI, сенсорну планку, підставку під Wii U Gamepad, підставку для підзарядки, вертикальну підставку для Wii U, а також підписку на Nintendo Network Premium. Також в комплекті йде Nintendo Land — гра, що показує ексклюзивні можливості Wii U і її планшетного контролера.

### Делюкс-версія
Обмежене видання консолі. Включає в себе те ж, що і Преміум-версія, а також класичний контролер від Nintendo — Pro Controller. У різний час поставлялася в комплекті з різними відеоіграми.

## Ігри
Станом на червень 2017 року Wii U має понад 600 підтверджених ігор, 173 з них є ексклюзивами для консолі. Найпопулярніші роздрібні ігри від Nintendo та інших розробників, також доступні через цифровий сервіс Nintendo eShop.
Бестселерами, які продалися накладом понад 2 млн копій, є:
- Mario Kart 8
- New Super Mario Bros. U
- Super Smash Bros. для Wii U та 3DS
- Super Mario 3D World
- Splatoon
- Nintendo Land
- Super Mario Maker
- New Super Luigi U[13]

## Критика
З початку старту продажів Wii U з'явилося чимало негативних відгуків, в основному пов'язаних з необхідністю після покупки завантажувати оновлення в 1 Гб, яке завантажувати та встановлювати протягом приблизно півтори години. Оновлення було необхідно для можливості використання онлайн-сервісів, профілю і меню Wii і в цілому підвищувало стабільність системи. Також на старті було потрібно завантажити оновлення для більшості ігор. Невдоволення у перших покупців викликало і довгий час завантаження деяких ігор і додатків в меню. Проте браузер Wii U на момент її виходу був одним з найкращих серед домашніх консолей.